# La Citadelle assiégée
Pour plus de détails, voir Fiche technique et Distribution.
La Citadelle assiégée (aussi intitulé Micropolis, la citadelle assiégée) est un documentaire français réalisé en 2006 par Philippe Calderon, tourné au Burkina Faso, mettant en scène des termites Macrotermes bellicosus et des fourmis magnan Dorylus nigricans .

## Synopsis
En pleine savane africaine, au sud-est du Burkina Faso, à l'abri dans leur tour de plusieurs mètres de haut, les termites sont au travail… lorsqu'un drame vient bouleverser leur vie bien ordonnée. Une pluie tropicale diluvienne va inonder galeries et chambres de la termitière éventrée. Non loin de là, une colonne de terribles fourmis magnans, carnassières, se prépare à l'attaque. Elles vont profiter de la fragilité de la tour des termites pour mener un véritable assaut. Une guerre sans merci va faire rage…

## Fiche technique
- Réalisation : Philippe Calderon
- Scénario : Philippe Calderon, Georges Marbeck, Guillaume Vincent, Jérôme Dauffy
- Musique : Frédéric Weber
- Photographie : Nedjma Berder & Piotr Stadnicki
- Montage : Sylvain Lebel
- Bruitage : Jonathan Liebling
- Décors : Jean-Yves Kervevan
- Effets visuels : Isabelle Langlois
- Format : 1.85:1
- Durée : 1h22
- Distribution :  France : TFM Distribution
- Editeur vidéo : TF1 Vidéo

Ce docu-fiction est assuré en voix-off par le comédien Benoît Allemane. Le film a été essentiellement tourné en extérieur, néanmoins, pour les macro-plans et une certaine scénarisation des batailles entre insectes, les habitats des insectes ont été recréés en studio pour mieux contrôler l'éclairage et faciliter les prises de vues. Le film mêle documentaire, fiction, thriller et des séquences de batailles entre insectes.